# Ministère de la Culture (Colombie)
Pour les articles homonymes, voir Ministère de la Culture.
Le Ministère des Cultures, des Arts et du Savoir (espagnol : Ministerio de Las Culturas, Las Artes y Los Saberes) est le ministère colombien qui s'occupe de la culture et des activités culturelles en Colombie. Il a été créé en 1997.